# 2011년 재보궐선거 사이버테러 사건
2011년 재보궐선거 사이버테러 사건, 2011년 재보궐선거 디도스 사건 또는 속칭 10·26 부정선거 사건은 2011년 10월 26일 11시 20분 경 중앙선관위 홈페이지와 박원순 당시 서울시장 보궐선거 후보의 홈페이지인 원순닷컴에 사이버테러가 이루어진 사건을 말한다. 특히 투표소를 찾으려던 시민들이 불편을 겪었다.

## 범인 규명 이전의 논란
나는 꼼수다에서는 2011년 10월 29일 26회 방송에서 의혹을 제기했다. 의혹을 최초로 제기한 나는 꼼수다에서는 사건 명칭을 10·26 부정선거 사건이라고 규정하고 있다.

## 의혹
나는 꼼수다에서는 2011년 10월 29일 26회 방송에서 선거 당일 해당 시간의 트위터에 올라온 멘션을 토대로 선관위 홈페이지 전체가 마비된 것이 아니라 투표소 찾기 메뉴만 작동하지 않은 것을 이유로 단순 디도스 사건이 아닌 해킹이나 선관위 내부자 공모의혹을 제기함

나는 꼼수다에서는 2012년 1월 21일 봉주 3회 방송에서 선거 당일에만 선관위 홈페이지 투표소 찾기 과정에서 주민등록번호를 입력이 추가되었고 이는 투표소 찾기를 불편하게 하기 위한 의도된 수정이라는 의혹을 제기했다.

## 범인 규명
최구식 한나라당 국회의원의 수행비서관(공현민)이 2011년 10월 26일 재보궐 선거에서 200여대의 좀비 PC를 동원해 초당 263MB 용량의 대량 트래픽을 유발하는 DDoS 공격을 가함으로써 중앙선관위 홈페이지를 약 2시간 동안 마비시킨 것으로 드러났다. 또한 같은 시기에 박원순당시 서울시장 보궐선거후보의 홈페이지인 원순닷컴이 마비되었는데, 민주당에 따르면 문제의 비서가 박원순의 홈페이지에 대해서도 공격했음을 경찰조사에서 시인하였다. 이는 아직 확인되지 않았으나 경찰은 원순닷컴도 공격했다고 보고 있다. 이는 민주주의의 기본을 흔드는 전대미문의 사건이며 최구식 의원은 한나라당의 홍보기획본부장을 맡은 고위직 인사이고, 10월26일 선거 당시 박원순 서울 시장 후보의 경쟁자인 나경원 후보 홍보본부장을 맡았다. 최구식 의원은 연루한 사실이 드러나면 의원직을 사퇴하겠다고 선언했다. 경찰은 최구식의 비서는 혐의를 부인하고 있으며, 공범인 강씨가 공씨(최구식의 비서)의 지시를 받고 박원순홈페이지에 대한 해킹을 벌였다고 진술했다고 밝혔다.
결국 최구식의 비서 공현민은 두 혐의를 모두 시인하였다. 공현민은 구속되었고 경찰은 12월 9일 공현민의 단독 지시에 따른 범행이라고 밝혔다.
그러나 공현민과 박희태국회의장의 당시 비서가 재보선 전날의 술자리를 가진 사실이 알려졌고, 검찰은 조직적으로 사전 계획 한 정황을 포착했다.

## 논란
나는 꼼수다에서는 2011년 10월 29일 26회 방송에서 이 사건을 디도스 사건이 아닌 10.26 부정선거 사건으로 불러야 한다고 주장하였다.
나는 꼼수다에서는 2011년 10월 29일 26회 방송 이후로 매회마다 언급하기를 야당 강세지역에 의미 있는 결과를 가져온 투표소 변경과 투표소 찾기 방해는 박빙으로 예측되는 선거 결과를 여당의 승리로 만들기 위해 내부자가 개입한 것으로 추정된다고 하였다.
또한 우발적인 디도스 공격으로 대역폭이 큰 국가기관의 홈페이지를 마비시키는 것이 불가능하다고 하였다. 실제로 선거관리위원회 서버는 디도스 공격을 효과적으로 막아내었으나 (lg cns 보고서), 이후 회선을 늘리지 않고 오히려 줄인 점, 선관위 홈페이지는 마비되었지만 하위주소에는 접속이 된 점, 디도스 공격만으로는 DB를 변경시킬 수 없다는 점을 이유로 들었다.
또 한가지는 많은 수의 투표소가 변화되었다는 점을 들었다. 6.2 지방선거, 무상급식 주민투표 등의 투표에서 변하지 않은 투표소들이 당일에 갑자기 많이 변했는데, 이는 투표소가 속한 구의 구청장마저도 알 수 없는 사안이었다. 만일 투표소 변경이 되지 않았는데 선관위를 공격한다면 투표소를 확일할 필요가 없으므로 불필요한 공격이 되는 것이다. 따라서, 선관위 공격을 계획한 시점에서 이미 투표소 변경 사실을 이들은 알고 있었으며, 이는 윗선이 개입한 증거하고 주장하였다.
아울러 투표소 변경과 투표소 찾기 방해뿐 아니라 부재자투표와 당일 투표의 이해되지 않는 차이, 군부대원의 주소지 옮기기, 여론호도를 위한 댓글부대 발각 등을 밝혔다. 이에 따라 이 선거를 의원 비서가 아닌 정권의 윗선이 기획하고 개입한 부정선거로 규정하였다.
이후 이 사건은 세차례 수사가 있었다. 경찰에서 수사하였으나 윗선을 밝히지 못했고, 검찰에서 수사하였으나 마찬가자였다. 이후 국민여론이 특검 쪽으로 기울가 여야 모두 특검에 동의하고 수사하였으나 윗선 밝히기에는 실패하였다.

## 한나라당의 입장
한나라당 국회의원의 비서가 범행을 저질러 비난을 사자, 한나라당은 당을 쇄신하기로 하고 지도부가 사퇴하자 홍준표 대표는 12월 8일 쇄신안을 발표했다. 결국 홍준표 대표도 사퇴하였고 당은 박근혜 전 대표를 중심으로 하여 비상대책위원회로 전격 전환하였다.

## 현재
2012년 2월 9일 국회는 선관위 홈페이지와 박원순 후보의 홈페이지인 원순닷컴에 대한 공격을 사이버테러로 규정하고 특검법을 통과시켰다. 박태석 특별검사가 임명되었다. 2012년 6월 특검은 윗선은 없는 것으로 결론냈으나 최구식에게 수사내용을 전달한 김효재 청와대 전 수석을 공무상 기밀누설혐의로, 인터넷 회선 증설이 되었다고 허위로 보고한 LG유플러스 직원 1명을 기소했다.
2012년 6월 26일 서울중앙지법은 앞서 공격을 지시한 것으로 알려진 최구식과 박희태의 전 비서에게 징역5년, 이를 직접 실행에 옮긴 2명에게 4년6월, 실행을 도운 3명에게 1년 6월 ~2년 6월의 실형을 선고했다.
8월 30일 김효재와 그 보좌관 김 아무개는 집행유예를 선고받았다.

## 같이 보기
- 이명박 정부